# I fidanzati della morte
I fidanzati della morte è un film del 1957 diretto da Romolo Marcellini.

## Trama
Carlo Benni, vincitore di alcune gare motociclistiche, lascia la casa di produzione Zetavu per una controversia con l'ingegner Angelini, direttore tecnico ed ex pilota lui stesso, e passa alle dipendenze del suocero Lorenzo, rappresentante di un'altra casa motociclistica. Carlo si innamora di Lucia, figlia del suo ex principale, che lo porta ad abbandonare la moglie e il suocero. Poco prima dell'inizio della gara su strada della leggendaria Milano-Taranto, ma la relazione con Lucia si interrompe. In seguito ad un incidente nell'ultimo chilometro della gara, Benni oltre a perdere la gara su strada viene anche squalificato.
In Germania per partecipare alle corse su terra battuta, viene raggiunto dalla moglie per fargli da compagna in una gara di sidecar. Anche grazie alla vincita in denaro, Benni riscatta un prototipo innovativo perfezionato dal suocero Lorenzo: la Freccia costruita per la gara di Monza. Qui Benni ha per avversario proprio Angelini, in gara su un prototipo simile ma ancora non messo a punto. Il pericolo lo attende alla curva parabolica del circuito monzese. Carlo, grazie alla passione comune per i motori e i problemi finanziari da superare, decide di tornare con la moglie.

## Produzione
Ambientato nel mondo reale delle corse motociclistiche, il film contò sulla collaborazione diretta della Moto Guzzi e della Gilera, e vede la partecipazione di molti dei campioni delle due ruote dell'epoca: Pierre Monneret, Geoff Duke, Bill Lomas, Libero Liberati, Enrico Lorenzetti, Keith Campbell, Reg Armstrong, Albino Milani. Particolarità del film è essere stato girato durante le autentiche competizioni motociclistiche del tempo: il Gran Premio delle Nazioni all'Autodromo nazionale di Monza, l'ultima edizione della Milano-Taranto, poi vietata l'anno successivo insieme a tutte le gare su strada a seguito dell'incidente di De Portago avvenuto alla Mille Miglia, le prime competizioni internazionali di motocross nel torinese, gare di sidecar ambientate nell'Autodromo di Vallelunga.
Nel film sono presenti rare scene filmate degli stabilimenti e degli uffici Moto Guzzi a Mandello del Lario e della Galleria del vento aziendale in funzione, la prima mai realizzata per il settore motociclistico. Nel film compare in più scene anche l'Ing. Enrico Cantoni, che con Todaro lavorava a stretto contatto con Giulio Cesare Carcano, il progettista autore di alcuni dei modelli di maggiore successo della casa di Mandello.
Consulente sportivo di Romolo Marcellini per il film fu Bruno Francisci, campione motociclistico dell'epoca, più volte vincitore alla Milano-Taranto. Marcellini infatti voleva fortemente che ogni aspetto tecnico ed agonistico fosse quanto più possibile rispondente al vero e dichiarò alla stampa dell'epoca "“I fidanzati della morte è un film che già da qualche anno desideravo girare, e finalmente ce l’ho fatta. (…) Con quest’opera voglio rendere un servizio al motociclismo ed allo sport del motore, attenendomi rigorosamente alla realtà già di per sé emozionante delle competizioni motociclistiche”.

## Distribuzione
Dopo una distribuzione globale, il film di fatto è scomparso per quasi 60 anni, diventando una sorta di leggenda nella filmografia legata al mondo dei motori. Grazie a un progetto della Rodaggio Film, che ha ritrovato il film in due archivi cinematografici italiani, e attraverso una campagna di crowdfunding con donatori da 22 paesi diversi, nell'agosto del 2017 il film è stato restaurato e distribuito in un cofanetto contenente DVD con sottotitoli in inglese, francese, spagnolo, portoghese e tedesco e libro a colori in italiano e inglese.
Il film è disponibile anche in streaming. Il restauro ha compreso lavori di riparazione, color correction, restauro dell'audio e digitalizzazione ed è stato completato presso il laboratorio L'immagine ritrovata della Cineteca di Bologna. Il film restaurato è stato presentato in anteprima all'edizione 2017 del festival Il cinema ritrovato, a Bologna.